# Melchior Bocksberger

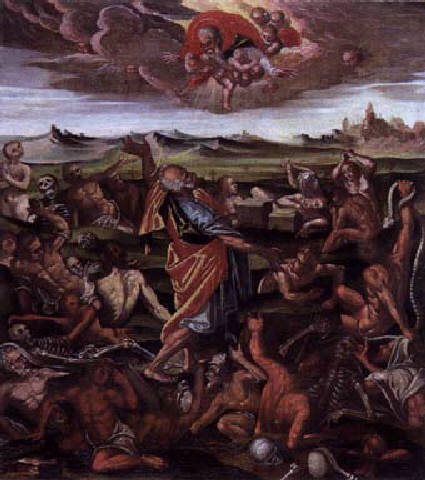
A feltámadás víziója

Johann Melchior Bocksberger (Salzburg, 1540. körül — Regensburg, 1589.) német festő.

## Élete, munkássága
Életéről keveset tudunk. Rokonságban volt Id. Hans Bocksberger salzburgi nagy reneszánsz festővel. Vadász- és csatajeleneteket festett. Regensburgban és Augsburgban keresett freskó festőként működött. A korban divatos volt a középületek homlokzatát falfestményekkel díszíteni, számos középületet díszített Melchior Bocksberger, köztük a regensburgi városháza homlokzatát. Az idők folyamán ezek a freskók tönkrementek. Ma már csak a történeti múzeumokban, például a Regensburgi Történeti Múzeumban fellelhető vázlatok alapján tanulmányozhatóak azok a falfestmények, amelyekkel a XVI. századi polgárság szívesen díszítette a középületeket. A képek bibliai, antik mitológiai jeleneteket vagy csatákat ábrázoltak, cél a jog és az igazságosság kifejezése volt.
Melchior Bocksbergernek tanítványai is voltak, köztük Christoph Schwarz. Bocksberger stílusjegyei manieristák, az erőteljes mozgalmasság a barokk felé jelentett átmenetet.

## Műveiből
- Dávid és Góliát (Góliát ház, Regensbug)
- A feltámadás víziója (olaj, vászon)
- Éjszakai lovas csata a császáriak és a törökök közt (olaj, vászon; részlet, lásd lent)